# Креннерит
Креннери́т (нем. Krennerit от имени собственного, англ. Krennerite) — редкий гидротермальный минерал, близкий к сильваниту и, в особенности, калавериту, по составу теллурид золота, расчётная формула AuTe2, однако встречаются образцы, содержащие до 24 % серебра (5-7 % по массе). Таким образом, уточнённая формула в разных источниках имеет различный вид, к примеру, такой: [Au0,77Ag0,24]Te2.
Встречается в высокотемпературных гидротермальных средах. Цвет и блеск минерала варьирует от серебристо-белого до латунно-жёлтого в зависимости от процентного содержания серебра и пропорций других примесей. В жёлтых вариантах креннерит (точно так же, как и калаверит) становится похож на самородное золото, что множество раз приводило к недоразумениям во времена «золотой лихорадки».
Креннерит димо́рфен c калаверитом, он имеет ту же или очень близкую формулу, однако отличается ромбической кристаллической решёткой. Вплоть до середины XX века в научных работах вопрос о критериях различия между этими двумя минералами был дискуссионным, а в практических описаниях месторождений эти два минерала зачастую смешивались.:45

## История открытия
Впервые минерал был обнаружен в 1877 году в Румынии (Сакарамб). Первое описание и анализ нового образца сделал Йозеф Шандор Креннер (1839—1920), профессор Будапештского технического университета, кристаллограф и хранитель Венгерского музея минералов. Креннер назвал минерал бунзенитом в честь Роберта Бунзена. Однако Герхард фон Рат в следующей публикации переименовал его, назвав креннеритом, поскольку название бунзенит уже ранее использовалось для другого минерала. Некоторое время вслед за тем Креннер называл минерал также семсеитом, однако последнее название не прижилось.

## Общая характеристика
Креннерит — ярко выраженный гидротермальный минерал. Массивные разности встречаются очень редко, чаще имеет вид вкраплений в материнской руде. Иногда развивается в тонких таблитчатых кристаллах с редкими полисинтетическими двойниками. Физические свойства креннерита, за исключением твёрдости и плотности, сильно отличаются от близких к нему теллуридов золота и серебра. Спайность совершенная по {001}. Минерал хрупкий. Излом полураковистый до неровного. Твёрдость около 2,5. Удельный вес при измерениях составил 8,62, а вычисленный — 8,86. Самая низкая плотность в отдельных образцах составляла 8,53.:682
Под паяльной трубкой или на угле креннерит разлагается с выделением королька золота, в открытой трубке образует белый налёт TeO2. Растворяется в азотной кислоте с образованием характерного «ржавого» осадка золота. Цвет креннерита серебряно-белый до светло-латунно-жёлтого. Изменения в цвете связаны с числом и характером примесей, прежде всего, теллуридом серебра. Блеск металлический, яркий. Минерал непрозрачен.:682

Структура кристалла креннерита

Сингония креннерита ромбическая, пространственная группа C42v — Pma2, фактическая плотность минерала составляет 8,62 г./см3.:110 Для кристаллической структуры креннерита характерна разбивка плотной упаковки атомов на линейные детали; атомы соединены здесь в бесконечные зигзагообразные цепи.:173
Типичные ассоциации креннерита: креннерит-колорадоит (калаверит), тетраэдрит (халько-креннерит — пирит), креннерит-калаверит. В сростках калаверита и креннерита иногда наблюдаются двойниковые образования.
По всем своим морфологическим характеристикам креннерит относится к группе блесков и вполне мог бы называться «теллуристым золотым блеском», однако до 1950-х годов он фактически не носил такого названия, поскольку в России и Советском Союзе не был обнаружен как отдельный выявленный минерал, а позднее — группа блесков полностью утратила своё классификационное значение.
Формула минерала в разных изданиях сильно варьирует в зависимости от подхода автора, а также от той степени точности, с которой он пытается передать характер кристаллов и количество примеси теллуридов серебра. Чаще всего можно встретить универсальную формулу AuTe2, которой описываются равно креннерит и калаверит. Однако в таком виде разница между ними нивелируется. В упрощённом виде креннерит также описывается как [(Au, Ag)Te2] или (Au Ag)Те2. Существуют также попытки передать в большей точностью соотношения между серебром и золотом, связанные со средними значениями в конкретных месторождениях. В последних случаях появляются специфические формулы пропорционального характера, имеющие вид [Au0,77Ag0,24]Te2 или, более округлённо, (Au0,8Ag0,2)Te2.

## Близкие минералы

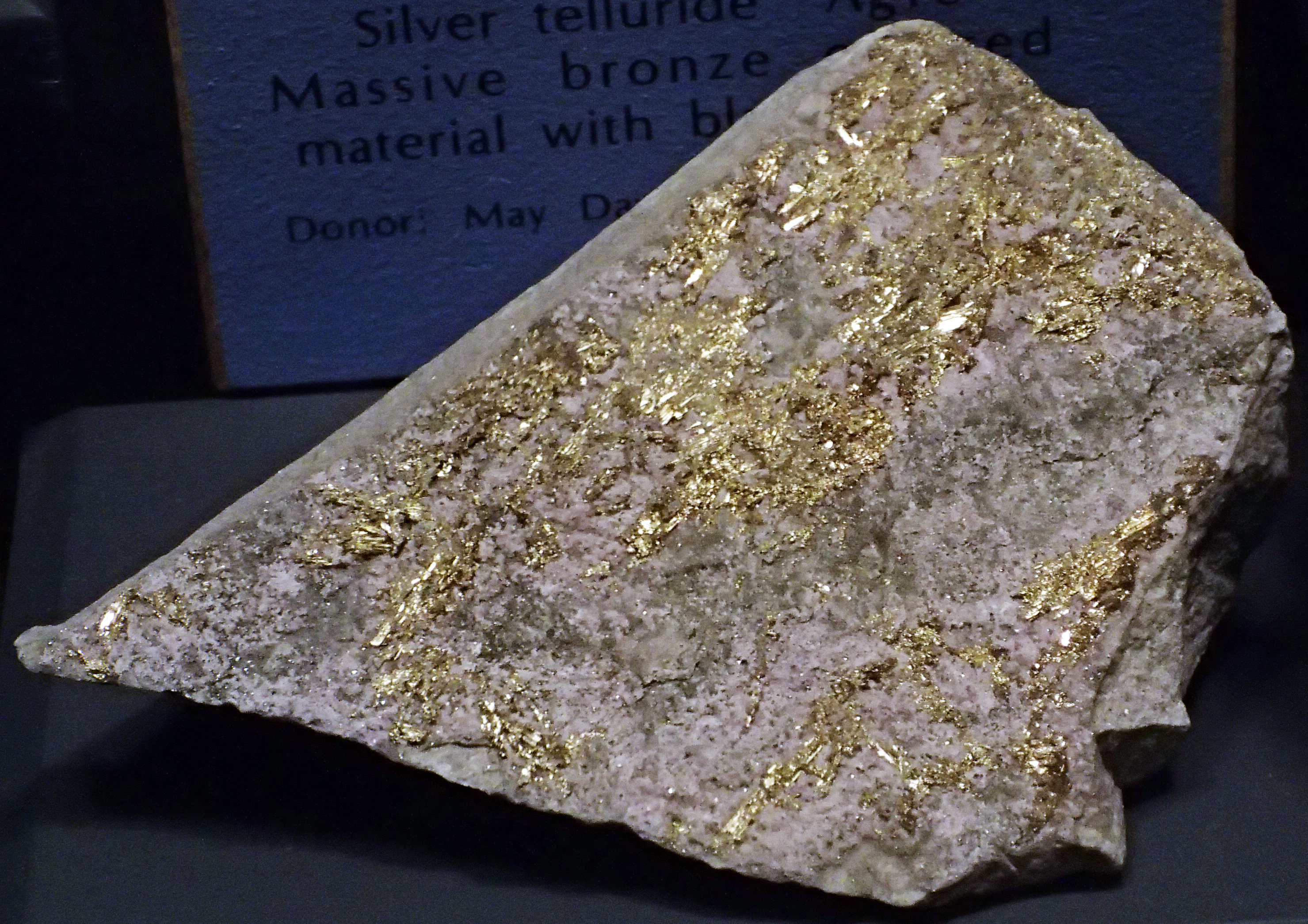
Калаверит и креннерит на флюорите
(Крипл-Крик, Колорадо)

Креннерит димо́рфен c калаверитом, он имеет ту же или близкую формулу, однако отличается ромбической кристаллической решёткой. Кроме того, по химическому составу креннерит близок к сильваниту (смешанному теллуриду золота и серебра) и в XIX веке считался его разновидностью. Креннерит, сильванит и калаверит легко различаются по спайности. Креннерит имеет идеальную спайность по {001}, сильванит имеет идеальную спайность на {010} по длине кристалла, а калаверит спайности не имеет.
Вплоть до середины 1960-х годов сведения о креннерите в советской и мировой минералогии оставались достаточно смутными, что позволило М. С. Безсмертной употребить следующую формулировку: «опубликованные лабораторные и аналитические сведения о калаверите и креннерите настолько противоречивы и запутаны, что совершенно исключают возможность использования их в диагностических целях».:45 Изучение обоих минералов значительно осложнялось тем обстоятельством, что на территории Советского Союза креннерит обнаружен не был (в том числе, по причине «невозможности диагностики»), а необходимый материал для исследований калаверита и креннерита в основном приходилось получать из Минералогического музея МГРИ, где находились немногие, определённые западными учёными образцы, — в частности, из месторождения Калгурли (Австралия), долгое время считавшиеся эталонными.:45
Важнейшим этапом в исследовании креннерита и калаверита стали работы австралийского минералога Н. Л. Маркгама (или Маркхама), посвящённые химии и геохимии смешанных теллуридов серебра и золота как в природе, так и в лабораторных условиях. В частности, ему удалось установить конкретные критерии структурных, температурных и возрастных взаимоотношений между двумя теллуридами: калаверитом и креннеритом.:45
По заключению Маркгама, основной причиной возникающих различий являются природные условия локализации этих минералов. Согласно Маркгаму, креннерит более типичен для близповерхностных месторождений, связанных с молодой вулканической деятельностью (тип месторождений Ватукулу, Сэкэрымб); калаверит же приурочен преимущественно к месторождениям областей древней складчатости (тип месторождений Калгурли, Поркьюпайн). В полном соответствии с условиями залегания, прежде всего, с глубиной, значительно большей в случае калаверита, находятся и молекулярные объёмы: меньший — у калаверита (160,4 Å), бо́льший — у креннерита (162,6 Å).:31 Как следствие, калаверит имеет заметно бо́льшую плотность, чем креннерит (9,35 против 8,62).
При попытке искусственного лабораторного синтеза смешанных теллуридов при температуре 300° Маркгаму удалось получить только калаверит. В процессе нагревания синтетической пробы со стехиометрическим составом креннерита при 150° начинал частично происходить переход в кристаллическую структуру калаверита.:31
Перечисленные в работах Маркгама сведения позволили сделать несколько выводов относительно природных теллуридов золота. Креннерит относительно устойчив до температуры 382 °C, а затем переходит в моноклинную модификацию, аналогичную калавериту. Поэтому закономерно, что в глубоко эродированных месторождениях наблюдаются не только массовые замещения креннерита калаверитом, но местами и полная замена креннерита калаверитом на глубоких горизонтах. Формулируя коротко, креннерит можно считать близповерхностным, а калаверит — глубинным дителлуридом золота. Косвенным образом этот вывод подтверждается исследованиями Г. Берхерта, который уточнил температурный предел устойчивости креннерита и калаверита и пришёл к однозначному выводу, что креннерит является низкотемпературной разновидностью калаверита.:110

## Месторождения

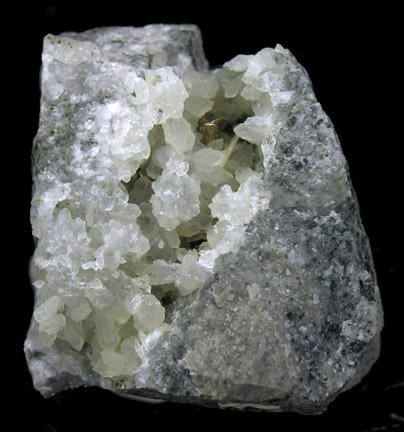
Креннерит в кварце

Креннерит входит в первую тройку относительно более распространённых в природе теллуридов золота и серебра, среди которых чаще всего встречается гессит Ag2Te, калаверит AuTe2, затем креннерит Au3AgTe8, сильванит AuAgTe4, петцит AuAg3Te2 и штютцит Ag5хTe3.:106 Как правило, креннерит присутствует в тех же месторождениях, что и калаверит, отличаясь характером и глубиной залегания.
Креннерит встречается в Крипл-Крик (Колорадо, США), в округе Калаверас (Калифорния, США), Сэкэрымб (Румыния), Кирклэнд-лейк (Онтарио, Канада), Руэн (Квебек, Канада), Калгурли (Австралия).
В знаменитом несколькими «золотыми лихорадками» рудном поле Крипл Крик, принесшем золота на сумму более 360 млн долларов, значительная часть его была извлечена именно из теллуридов. Одна жеода в трубке Крессон, в которой главным минералом являлся один из описанных теллуридов (калаверит или креннерит) принесла золота больше, чем на 1 миллион долларов.:44
На эталонном австралийском месторождении Калгурли креннерит распространен в целом меньше, чем калаверит, однако на глубинах около 100 метров в залежи Лэйк Вью он становится главным золотосодержащим минералом. Там креннерит образует массивные гнёзда до 5 см. в диаметре, свободные от включений других минералов.:44
В СССР долгое время месторождения теллуридов золота были почти неизвестны. Имелись отдельные указания на присутствие калаверита в колчеданных рудах Южного Урала и кварцево-золоторудных жилах месторождения Ключи (Читинская область). В Армянской ССР теллуриды золота были установлены в ряде месторождений золота: Мисханском (Карапетян, 1961), Каджаранском (Меликсетян и др., 1960), Меградзорском и ещё нескольких других.:217 Креннерит и калаверит относили к числу очень редких минералов медно-молибденовых и золото-сульфидных месторождений. Впервые они были описаны как отдельные А. С. Фарамазяном (1958) в рудах Каджаранского месторождения, где были обнаружены в рудах кварц-сфалерит-галенитовой ассоциации и отмечались в полях галенита в виде небольших округлых выделений.:92